# 納納鄉 (克勒拉希縣)
44°16′N 26°35′E / 44.267°N 26.583°E
納納鄉（羅馬尼亞語：Comuna Nana, Călărași），是羅馬尼亞的鄉份，位於該國南部，由克勒拉希縣負責管轄，面積75平方公里，海拔高度39米，2007年人口2,479，人口密度每平方公里33人。